# گرشوم
گرشوم نخستین فرزند موسی از صپوراه است. گرشوم در زبان عبری به معنی «در اینجا غریبم» است. ماجرای تولّد گرشوم در سفر خروج در تورات(۲:۲۲) ذکر شده‌است. به استناد تورات، فرشتهٔ خداوند در منزلگاهی قصد کشتن گرشوم را می‌کند؛ و صپوراه غفلهٔ پسرش را ختنه کرده و در برابر فرشته می‌اندازد. بنا به رأی مفسّرین تورات، عمل صپوراه، موسی را از خشم خدا نجات می‌دهد. دو فرزند گرشوم، یوناتان و شموئیل بودند.